# Хара (Наґано)

35°57′52″ пн. ш. 138°13′3″ сх. д. / 35.96444° пн. ш. 138.21750° сх. д.
Ха́ра (яп. 原村, はらむら, МФА: [haɾa muɾa]) — село в Японії, в повіті Сува префектури Наґано. Станом на 1 квітня 2009 площа села становила 43,23 км². Станом на 1 липня 2011 населення села становило 7600 осіб.